# Шведская левантийская компания
Левантийская компания, или Шведская компания Леванта (швед. Levantiska kompaniet) — шведская торговая кампания, основанная 20 февраля 1738 года. Компании Леванта было даровано исключительное право торговли в Леванте в течение десяти лет.

## Предпосылки
После капитуляции у Перевалочны король Карл XII укрылся в Бендерах на территории Османской империи. В этот период Карл искал укрепления связей с османским султаном, что вызвало рост интереса к ближневосточной торговле в Швеции.
Основным сторонником торговли с Османской империей был член шведского совета по торговле Йохан Сильфверкранц. Он предложил, по примеру английской компании Леванта, импортировать такие товары, как шелк, одновременно осуществляя экспорт шведской продукции в регион. Карл послал Сильфверкранца к османскому двору, чтобы изучить будущие торговые отношения, но тот скоропостижно скончался в 1712 году и не успел достигнуть какого-либо успеха.
С кончиной Карла XII эпоха абсолютизма в Швеции подошла к концу. На смену ей пришла Эра свобод — полувековой эксперимент по введению четырёхсословного риксдага, обладавшего всей полнотой законодательной, а также значительной судебной и исполнительной властью. Именно в этот период шведские амбиции в Средиземноморье получили наивысшее развитие.
В 1737 году между Турцией и Швецией было подписано торговое соглашение, что открыло путь для создания Левантийской компании.

## Учреждение

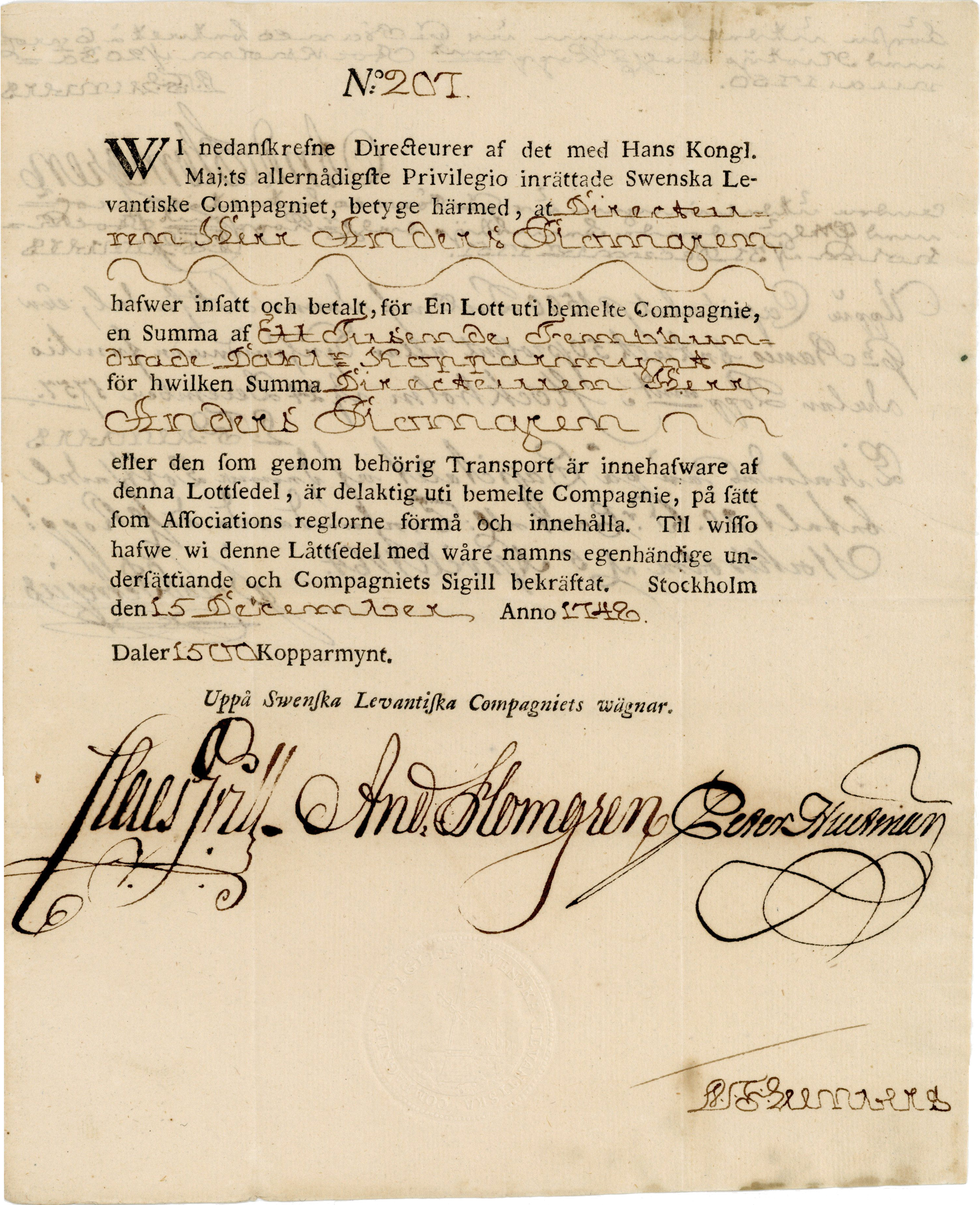
Акции шведской компании Леванта на 1500 далеров медной монеты, выпущенной 15 декабря 1748 года, выданная в Стокгольме Андерсу Пломгрену и подписанная собственноручно им и Клаесом Гриллем, двумя основателями и директорами компании

Создание компании сопровождалось ожесточенными спорами. Основным вопросом была номенклатура предоставляемых компании привилегий и полномочий. Партия шляп отстаивали необходимость учреждения компании по образцу британской компании Леванта, их оппоненты критиковали предложенный проект, отстаивая более свободный голландский подход.
В конечном итоге, стороны пошли на компромисс: шведская компания Леванта получила право беспошлинного экспорта и импорта всех товаров, ввозившихся с побережья Леванта. Импортируемые товары впоследствии реализовывались на аукционе. Компании так и не удалось получить право на торговлю во всем средиземноморском регионе, её зона деятельности была ограничена Левантом. Кроме того, компания не была монополией: частные торговцы имели право подать заявку на получение торговой лицензии для ведения параллельной торговли.
Стартовый капитал компании составил 100000 далеров серебром. Основными акционерами стали заметные участники партии шляп Густав Киерман и Томас Пломгрен. В отличие от ранее созданной шведской ост-индской компании, акционерами Левантийской компании могли стать только торговцы, являющиеся поданными шведской короны.
Основным предметом деятельности компании стал экспорт железа, пеньки, корабельного леса и других товаров, предназначавшихся для военного кораблестроения, и импорт предметов роскоши.

## Закрытие
Совет директоров обратился к риксдагу с ходатайством о продлении действия устава компании на десять лет, до 15 января 1748 года. Прошение было удовлетворено. Однако, вскоре прибыли компании начали снижаться. Тайный комитет в 1752 году подготовил для Тайного совета рекомендацию принять дополнительные меры по увеличению левантийской торговли. Эти усилия, однако, потерпели неудачу, и компания была официально упразднена в 1756 году.